# ヤンゴン
ヤンゴン（ビルマ語: ရန်ကုန်、ALA-LC翻字法: Ranʻ kunʻ、IPA: /jœ̀ŋɡòʷN/, [jœ̀ŋɡõ̀ʷ] ヤンゴウン、英語: Yangon、旧欧文表記はRangoon（ラングーン））は、ミャンマーの旧首都で、ヤンゴン管区の州都。ヤンゴンという名称は「敵 (ရန် ヤン) が尽き (ကုန် コウン) た」という意味がある。2006年に、ミャンマーの首都はヤンゴンからネピドーに移った。

## 地理

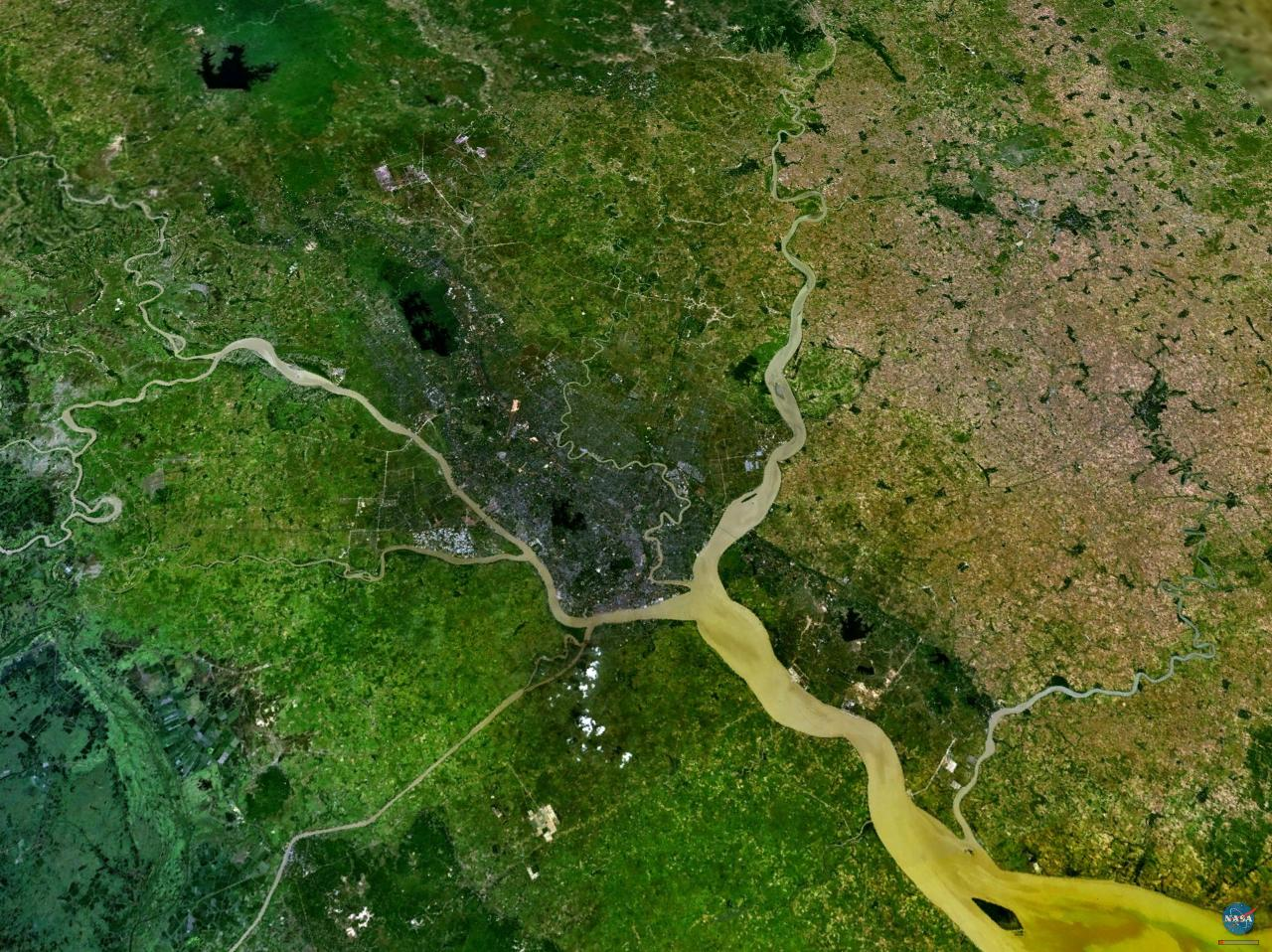
ヤンゴンの衛星写真

1983年の統計によると人口は 2,458,712 人を数え、国内最大都市である。1989年にラングーン (Rangoon) から改称された。名前は「戦いの終わり」を意味する。エーヤワディー川のデルタ地帯に位置している。
重要な交易地であり、米、チーク材、石油、綿、鉱石の輸出拠点である。主な産業は精米、木材加工、石油精製、鉄鋼業などである。

### 気候
ヤンゴンはケッペンの気候区分では熱帯モンスーン気候に属しており、雨季前には37℃にまで気温が上がる。
| ヤンゴン (1961—1990)の気候                                                                         | ヤンゴン (1961—1990)の気候 | ヤンゴン (1961—1990)の気候 | ヤンゴン (1961—1990)の気候 | ヤンゴン (1961—1990)の気候 | ヤンゴン (1961—1990)の気候 | ヤンゴン (1961—1990)の気候 | ヤンゴン (1961—1990)の気候 | ヤンゴン (1961—1990)の気候 | ヤンゴン (1961—1990)の気候 | ヤンゴン (1961—1990)の気候 | ヤンゴン (1961—1990)の気候 | ヤンゴン (1961—1990)の気候 | ヤンゴン (1961—1990)の気候 |
| 月                                                                                                 | 1月                        | 2月                        | 3月                        | 4月                        | 5月                        | 6月                        | 7月                        | 8月                        | 9月                        | 10月                       | 11月                       | 12月                       | 年                         |
| -------------------------------------------------------------------------------------------------- | -------------------------- | -------------------------- | -------------------------- | -------------------------- | -------------------------- | -------------------------- | -------------------------- | -------------------------- | -------------------------- | -------------------------- | -------------------------- | -------------------------- | -------------------------- |
| 最高気温記録 °C （°F）                                                                             | 37.8 (100)                 | 38.3 (100.9)               | 39.4 (102.9)               | 41.1 (106)                 | 40.6 (105.1)               | 36.7 (98.1)                | 33.9 (93)                  | 33.9 (93)                  | 34.4 (93.9)                | 35.0 (95)                  | 35.0 (95)                  | 35.6 (96.1)                | 41.1 (106)                 |
| 平均最高気温 °C （°F）                                                                             | 32.2 (90)                  | 34.5 (94.1)                | 36.0 (96.8)                | 37.0 (98.6)                | 33.4 (92.1)                | 30.2 (86.4)                | 29.7 (85.5)                | 29.6 (85.3)                | 30.4 (86.7)                | 31.5 (88.7)                | 32.0 (89.6)                | 31.5 (88.7)                | 32.3 (90.1)                |
| 日平均気温 °C （°F）                                                                               | 25.1 (77.2)                | 26.9 (80.4)                | 28.8 (83.8)                | 30.7 (87.3)                | 29.2 (84.6)                | 27.4 (81.3)                | 26.9 (80.4)                | 26.9 (80.4)                | 27.3 (81.1)                | 27.9 (82.2)                | 27.2 (81)                  | 25.3 (77.5)                | 27.5 (81.5)                |
| 平均最低気温 °C （°F）                                                                             | 17.9 (64.2)                | 19.3 (66.7)                | 21.6 (70.9)                | 24.3 (75.7)                | 25.0 (77)                  | 24.5 (76.1)                | 24.1 (75.4)                | 24.1 (75.4)                | 24.2 (75.6)                | 24.2 (75.6)                | 22.4 (72.3)                | 19.0 (66.2)                | 22.6 (72.7)                |
| 最低気温記録 °C （°F）                                                                             | 12.8 (55)                  | 13.3 (55.9)                | 16.1 (61)                  | 20.0 (68)                  | 20.6 (69.1)                | 21.7 (71.1)                | 21.1 (70)                  | 20.0 (68)                  | 22.2 (72)                  | 21.7 (71.1)                | 16.1 (61)                  | 12.8 (55)                  | 12.8 (55)                  |
| 雨量 mm （inch）                                                                                   | 5 (0.2)                    | 2 (0.08)                   | 7 (0.28)                   | 15 (0.59)                  | 303 (11.93)                | 547 (21.54)                | 559 (22.01)                | 602 (23.7)                 | 368 (14.49)                | 206 (8.11)                 | 60 (2.36)                  | 7 (0.28)                   | 2,681 (105.55)             |
| 平均降雨日数                                                                                       | 0.2                        | 0.2                        | 0.4                        | 1.6                        | 12.6                       | 25.3                       | 26.2                       | 26.1                       | 19.5                       | 12.2                       | 4.8                        | 0.2                        | 129.3                      |
| % 湿度                                                                                             | 62                         | 66                         | 69                         | 66                         | 73                         | 85                         | 86                         | 87                         | 85                         | 78                         | 71                         | 65                         | 74                         |
| 平均月間日照時間                                                                                   | 300                        | 272                        | 290                        | 292                        | 181                        | 80                         | 77                         | 92                         | 97                         | 203                        | 280                        | 288                        | 2,452                      |
| 出典1：World Meteorological Organization, Sistema de Clasificación Bioclimática Mundial (extremes) |                            |                            |                            |                            |                            |                            |                            |                            |                            |                            |                            |                            |                            |
| 出典2：Danish Meteorological Institute (sun and relative humidity)                                 |                            |                            |                            |                            |                            |                            |                            |                            |                            |                            |                            |                            |                            |

## 歴史

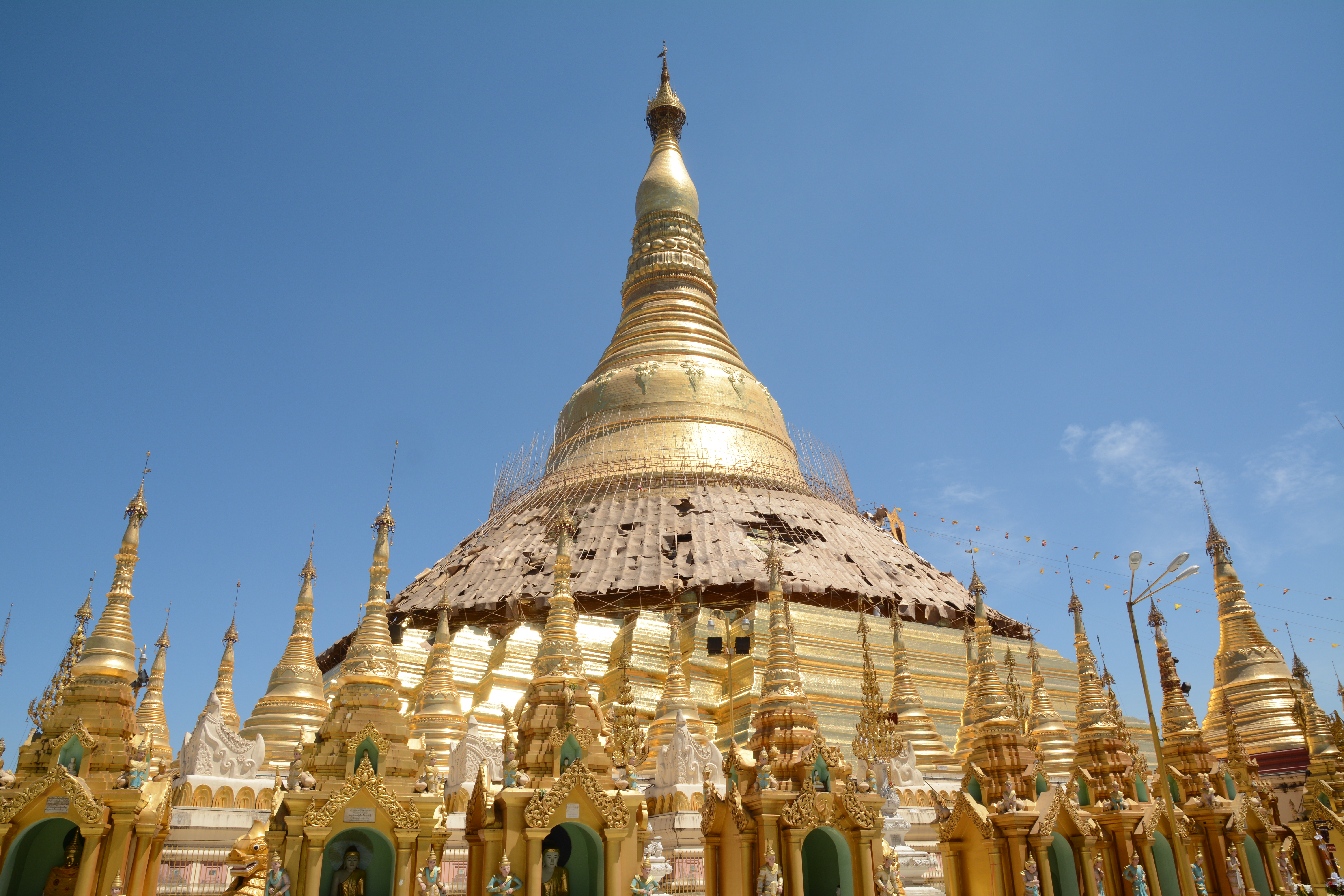
シュエダゴン・パゴダ

ヤンゴンは、6世紀に当時低地ビルマを支配していたモン族によって、ダゴンの名で創設された。ダゴンはシュエダゴン・パゴダをほぼ中心とした小さな漁村だった。1755年、アラウンパヤー王がダゴンを征服し、ヤンゴンと改名し、ダゴンの周囲に入植した。 英国は、第一次英緬戦争中にヤンゴンを占領したが、戦後にビルマに返還した。 1841年、街は火災で壊滅した

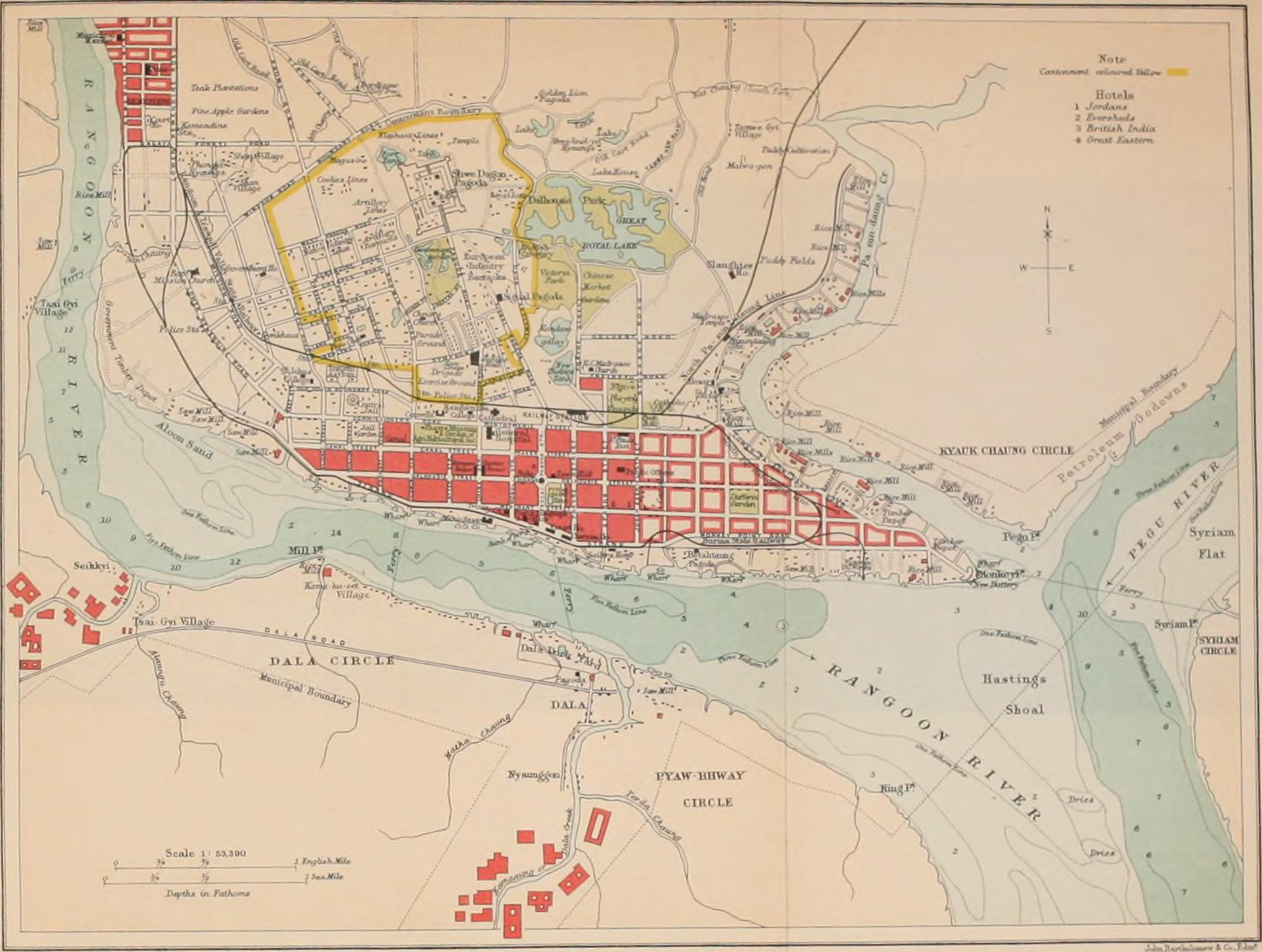
1911年のヤンゴン

英国は、1852年の第二次英緬戦争によって、ヤンゴンおよび低地ビルマ地区を占領し、その後ヤンゴンをラングーンに変更、英国領ビルマの商業的かつ政治的な中心地に変えていった。軍の技師だったアレクサンダー・フレーザーの設計に基づき、英国はバズンダウン川の東側およびヤンゴン川の南側と東側に接するデルタ地帯の都市計画に基づき、新都市を建設した。インドから追放されたムガル帝国最後の皇帝であるバハードゥル・シャー2世はラングーンに住んでいた。1885年の第三次英緬戦争で英国が高地ビルマを支配下に入れた後、ラングーンは英国領ビルマの首都となった。1890年代までに、ヤンゴンの人口および商業活動の増加により、カンドーヂー湖とインヤー湖の北側に裕福な郊外住宅地が出現した。英国人はラングーン総合病院などの病院や、ラングーン大学などの大学を創設した。植民地時代のヤンゴンは、広大な公園や湖、近代的な建物と伝統的な木造建築の融合が見られ、「東の庭園都市」と呼ばれた。20世紀の初期までに、ヤンゴンは公共サービスおよび社会的インフラで、ロンドンと肩を並べるほどとなった。
第二次世界大戦前、ヤンゴンの人口500,000人の約55%はインド人あるいは南アジア人であり、ビルマ人は総人口のわずか約1/3で、その他は、カレン族、華人、英国人とビルマ人の混血および他民族だった。

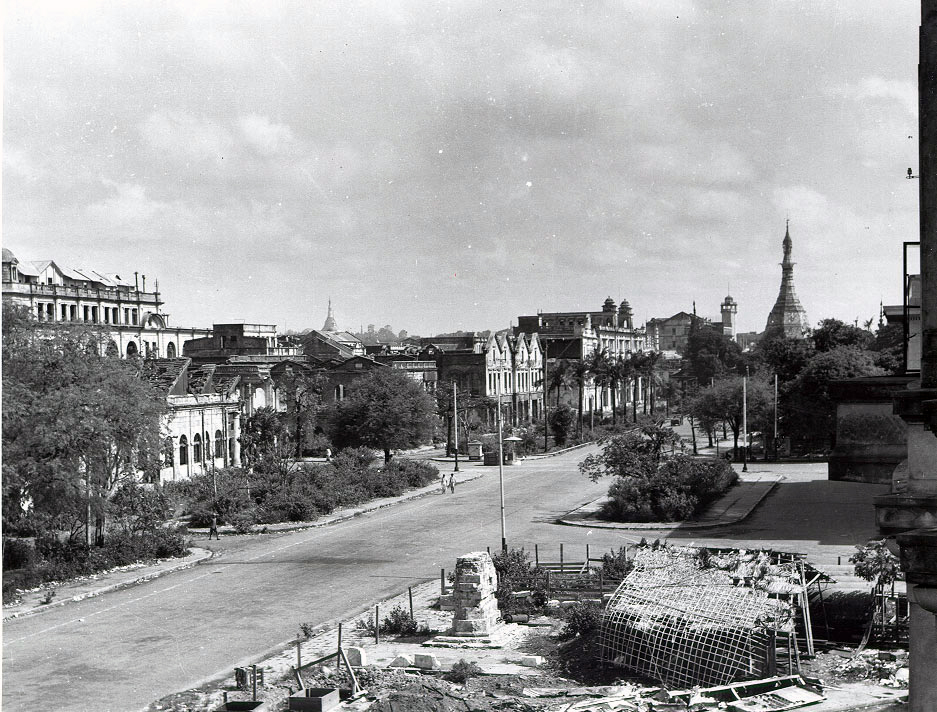
第二次世界大戦直後のヤンゴン

第一次世界大戦後、ヤンゴンは、極左のラングーン大学生達が率いたビルマ独立運動の中心地となった。1920、1936、1938年の大英帝国に対する3度の全国的なストライキは、すべてヤンゴンで開始された。1942年から1945年にかけて、ヤンゴンは日本軍による占領を受け、第二次世界大戦中に甚大な被害を受けた。1948年1月4日、英国から独立を勝ち取った際に、ヤンゴンはビルマ連合の首都となった。
1948年のビルマ独立後すぐに、植民地時代の街路や公園などの名前の多くは、ビルマの国家主義的な名前に変更された。1983年、ラングーン事件が発生し、北朝鮮との関係が急速に悪化。国交の断絶に至った。1989年、現在の軍事政権は、多くのビルマ名の英語の音訳名を変更すると同時に、街の英語名を「ヤンゴン」に変更した。軍事政権の名称変更が不適切であると考えている多くのビルマ人や、BBCを含む報道局ならびに英国、米国などの国家にこの改名は受け入れられていない。
独立後、ヤンゴンは郊外に向かって拡大した。1950年代に政府は、タケタや北オッカラパおよび南オッカラパなどの衛星都市を建設し、1980年代には、ラインタヤ、シェピタや南ダゴンを建設した。今日、大ヤンゴン都市圏は約600 km2もの地域に及んでいる。
孤立主義者のネ・ウィンの治世下 (1962-88) で、ヤンゴンのインフラは不十分な管理によって悪化し、増加する人口に対応できていなかった。1990年代、現軍事政権の市場開放政策は、国内および海外の投資を引き寄せ、街のインフラの近代化が若干起きた。市内の居住者は新しい衛星都市に強制移住させられた。市当局は約200の植民地時代の有名な建物を市の遺産リストに登録すると同時に、多くの植民地時代の建物を、高級ホテルや官庁、ショッピングモールなどへの道を造るために取り壊した。主要な建設計画により、6本の新しい橋と、市と内地の工業地帯を結ぶ5本の新しい高速道路が完成した。それでもヤンゴンの多くの地区では、24時間の電気使用や定期的なゴミの収集などの基本的な行政サービスが行われていない。
ヤンゴンは独立以来、民族構成において土着のビルマ人の割合が増えた。独立後、多くの南アジア人および英国人とビルマ人の混血は、国を後にした。1960年代、多くの南アジア人は排外的なネ・ウィン政権によって、国外退去を強いられた。にもかかわらず、ヤンゴンには、大きな南アジア人および華人のコミュニティーがなおも存在している。英国人とビルマ人の混血は、国外に逃れたり、他種族のビルマ人と結婚したりして姿を消した。

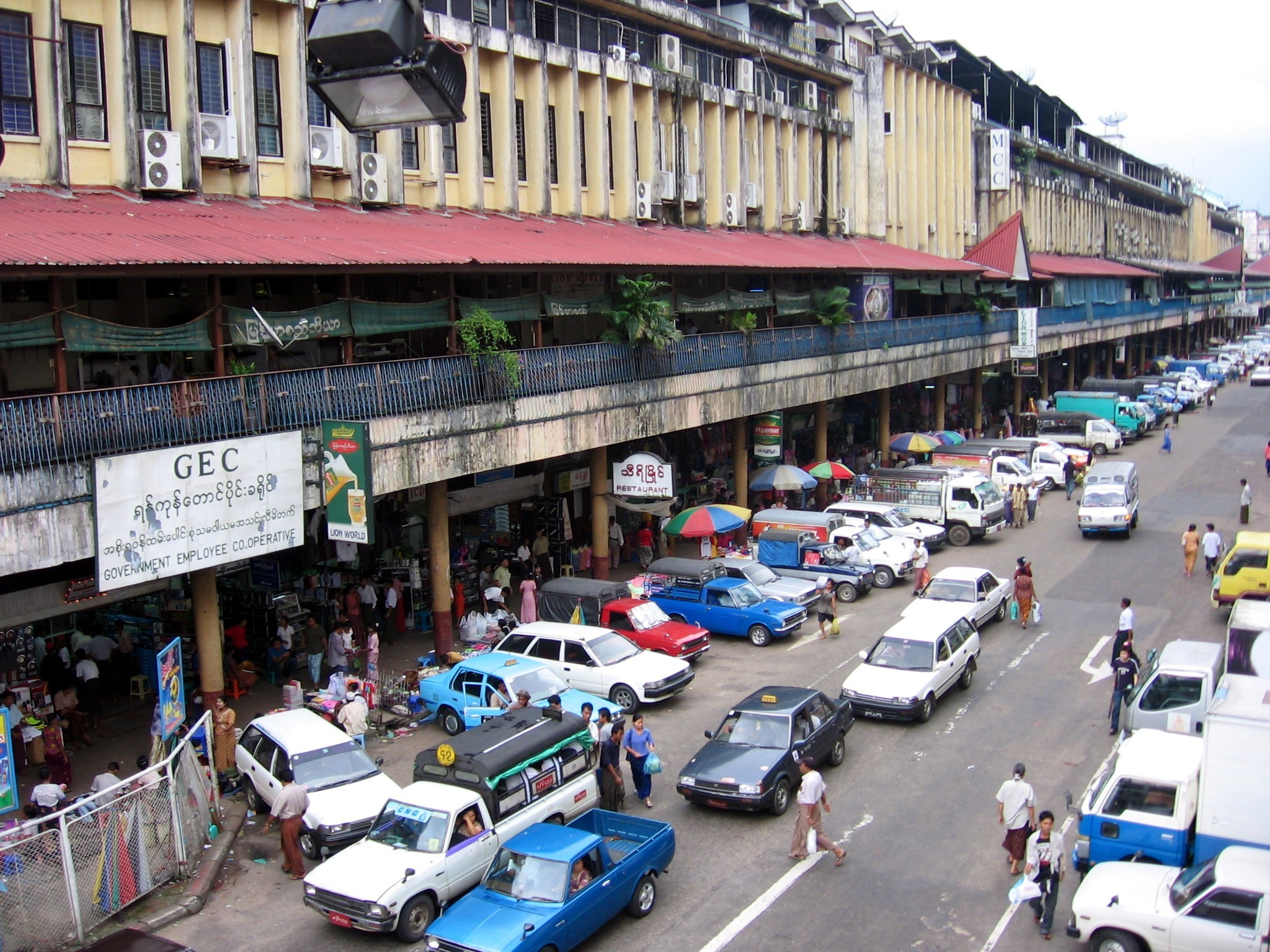
2006年の市街マーケット

ヤンゴンは、1974、1988、2007年の大きな反政府運動の中心地となった。それぞれの年に、政府によって発砲された参加者が流血する事態となった。1983年には北朝鮮による韓国の全斗煥大統領一行の暗殺を計画した国家テロのラングーン事件は当地で起きた。2007年の反政府運動では、同年9月にバンコクより現地に入り、取材を行っていた日本人ジャーナリスト長井健司が射殺された。2008年の5月、サイクロン・ナルギスがヤンゴンを襲った。街では数人の死者が出ただけだが、ヤンゴンの工業インフラの3/4が破壊、損壊を受け、被害額は8億米ドルと見積もられた。
2006年、タン・シュエ率いる軍事政権により、ミャンマーの首都はネピドーに移された。首都移転以降も、ヤンゴンはミャンマー経済の中心地としてその地位を維持している。

## 行政

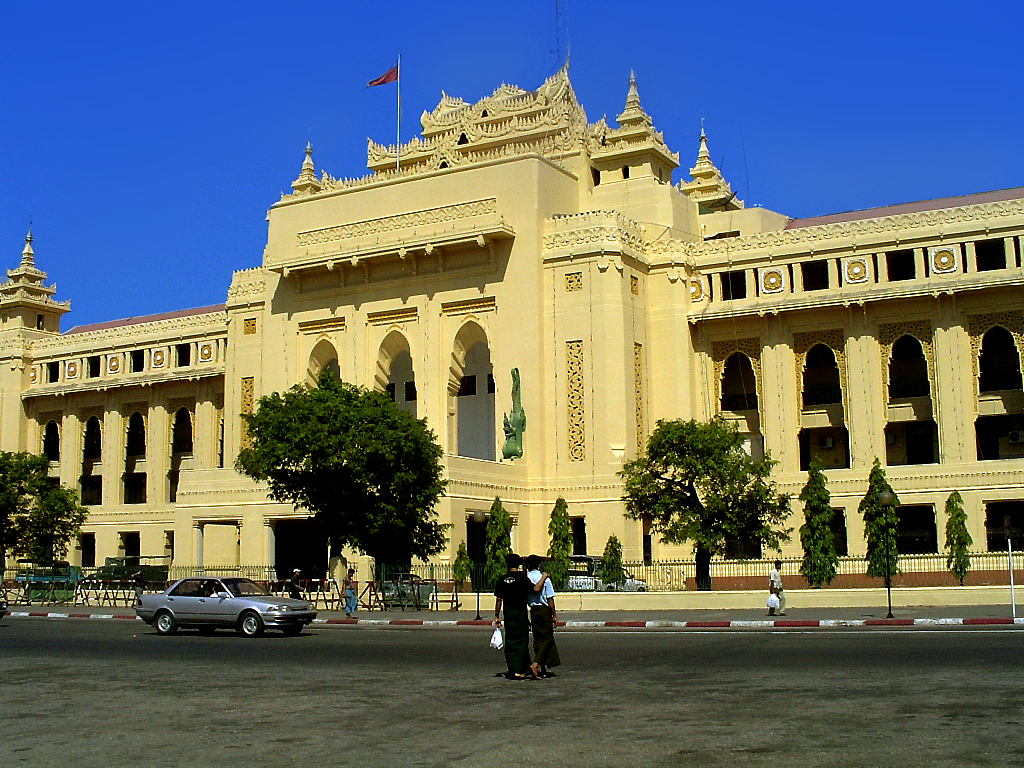
ヤンゴン市庁舎

ヤンゴンはヤンゴン都市開発委員会 (Yangon City Development Committee：YCDC) によって行政が指揮されている。都市開発委員会は都市計画を調整する役割も持っている。ヤンゴン市は四つの県 (District) に分かれており、その下にさらに郡区 (township) に分かれる。
全45郡区あるが、そのうち33郡区がヤンゴン市となる。
| ヤンゴン西部県 (Western District (市街地)) | ヤンゴン東部県 (Eastern District) | ヤンゴン南部県 (Southern District) | ヤンゴン北部県 (Northern District) |
| --- | --- | --- | --- |
| - アロン郡区（Ahlone Township） - バハン郡区（Bahan Township） - ダゴン郡区（Dagon Township） - チャウタダ郡区（Kyauktada Township） - チミンダイン郡区（Kyimyindaing Township） - ランマドー郡区（Lanmadaw Township） - ラタ郡区（Latha Township） - パベダン郡区（Pabedan Township） - サンチャウン郡区（Sanchaung Township） - セイッカン郡区（Seikkan Township） | - ボタタウン郡区（Botataung Township） - ダゴン・セイッカン郡区（Dagon Seikkan Township） - 南ダゴン郡区（South Dagon Township） - 東ダゴン郡区（East Dagon Township） - 北ダゴン郡区（North Dagon Township） - 北オッカラパ郡区（North Okkalapa Township） - 南オッカラパ郡区（South Okkalapa Township） - バズンダウン郡区（Pazundaung Township） - ティンガンジュン郡区（Thingangyun Township） | - タケタ郡区（Thaketa Township） - ドボン郡区（Dawbon Township） - タムウェ郡区（Tamwe Township） - ダラ郡区（Dala Township） - セイッチ・カナウント郡区（Seikkyi Kanaungto Township） - ヤンキン郡区（Yankin Township） - ミンガラ・タウンニュン郡区（Mingalar Taungnyunt Township） | - インセイン郡区（Insein Township） - ミンガラドン郡区（Mingaladon Township） - マヤンゴン郡区（Mayangone Township） - シェピタ郡区（Shwepyithar Township） - ライン郡区（Hlaing Township） - ラインタヤ郡区（Hlaingtharya Township） - カマユ郡区（Kamayut Township） |

## 教育

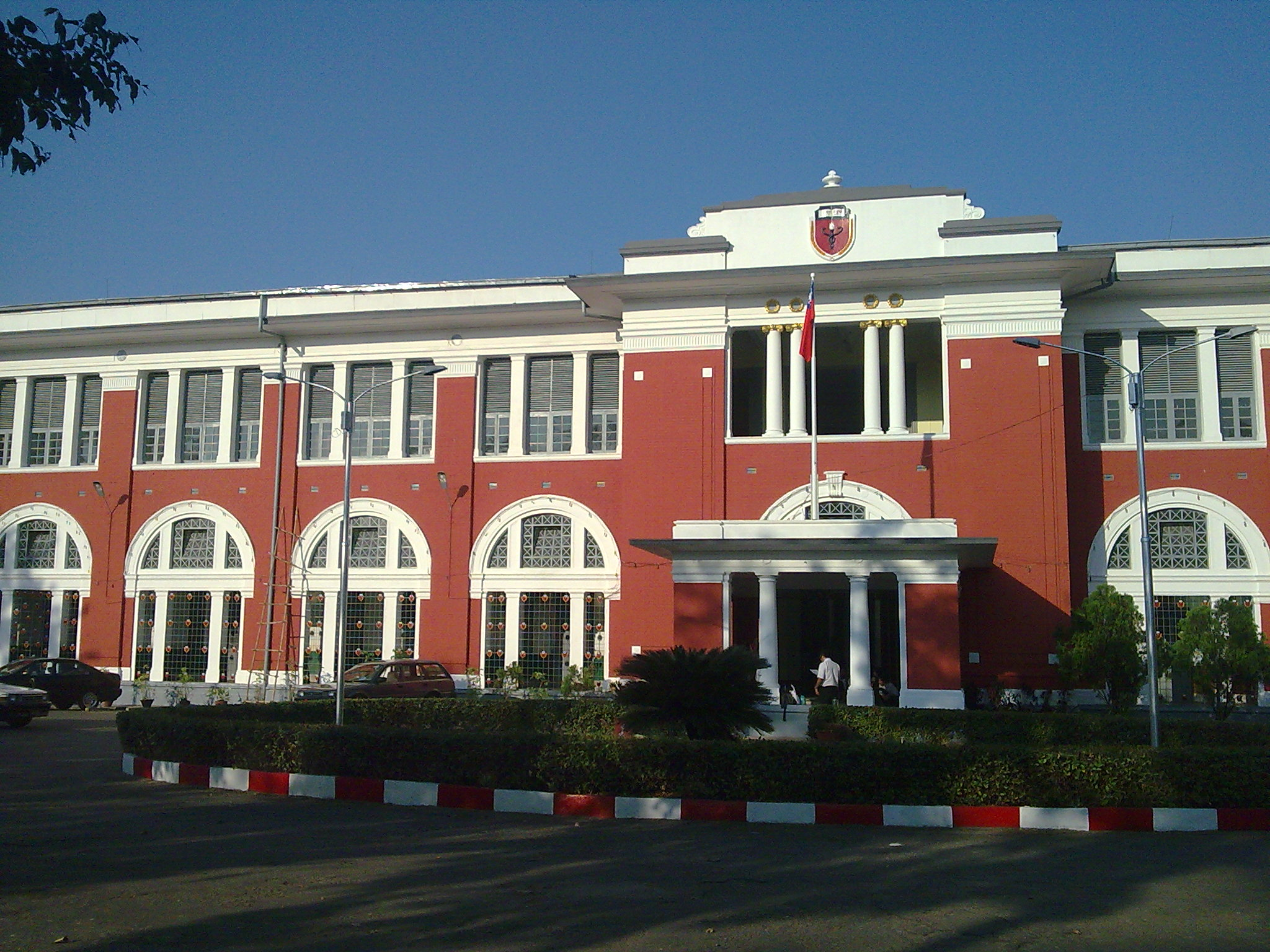
ヤンゴン第一医科大学

教育に対する国家支出が非常に少ないミャンマーの中でヤンゴンは、国内で最も質の高い教師層、教育施設を有している。同じ市内の学校であっても、貧しい学校と裕福な学校では、教育機会、達成度合いに大きな不均衡がある。学校への国の助成がほとんどないために、各学校では学生の父兄からほぼ強制の寄付やさまざまな費用請求によって、教師の給料の大半を賄っているのが現状である。この出費のために貧しい家庭の学生が退学に追い詰められてしまうことがある。
多くの貧しい地域の学生は高等学校に進学することはできない。その一方でヤンゴンの裕福な地域には多くの高校が存在する。ダゴン第1基礎教育高等学校（BEHS）、サンチャウン第2基礎教育高等学校、バハン第2基礎教育高等学校、ラタ第2基礎教育高等学校、ヤンゴン教育大学付属高等学校（TCC ヤンゴン）などが有名大学に多数の学生を送り出し、ミャンマーで希少な人材を輩出している。裕福な家庭では、さらに国家教育システムを避け、子弟をヤンゴン国際教育センター（YISC）などの私立英語学校や海外大学（シンガポールやオーストラリア）に送り、教育を受けさせることもある。2008年、ヤンゴン市内のインターナショナルスクールの学費は少なくとも年8,000米ドルにもなる。
ヤンゴン市内には20校を超える大学、単科大学がある。その中でヤンゴン大学が最も知られており、メインキャンパスは文学、音楽、映画などのポップカルチャーの中心となっている。同大学は1878年に創設されたミャンマーで最も古い伝統を持っているものの、現在、学部教育の多くが剥奪され、ほとんど大学院教育機関となっている。1988年、8888民主化運動後、軍事政府は繰り返し、ヤンゴン大学を閉鎖して、ほとんどの大学学部生を郊外のダゴン大学、東ヤンゴン大学、西ヤンゴン大学などの新設大学に分散させた。いずれにしても国内の優秀な大学はヤンゴン市内に依然集中しており、教育を受けるために全国から学生が集まってくる。ヤンゴン第一医科大学、ヤンゴン第二医科大学、ヤンゴン外国語大学、ヤンゴン工科大学、ヤンゴンコンピュータ大学、ミャンマー海洋大学なども有名大学である。

## 交通
ヤンゴンは空路、陸路、鉄道の国内、国際的ハブとなっている。

### 飛行機
- ヤンゴン国際空港
ヤンゴン中心市街地から19km北にあり、国際、国内空路のミャンマーでのハブ空港として機能している。ハノイ、ホーチミン、バンコク、昆明、クアラルンプール、シンガポールなどアジア主要都市に直行便がある。国内ではバガン、マンダレー、ヘーホー、ガパリ、首都ネピドーなど20都市と結ばれている。

### 市内バス

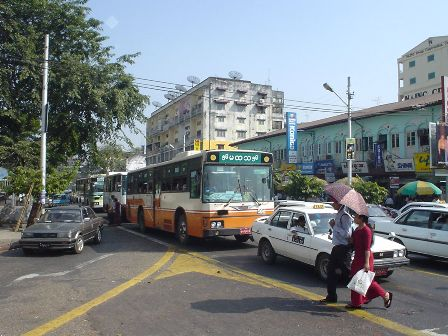
市内を走る「東武」バス

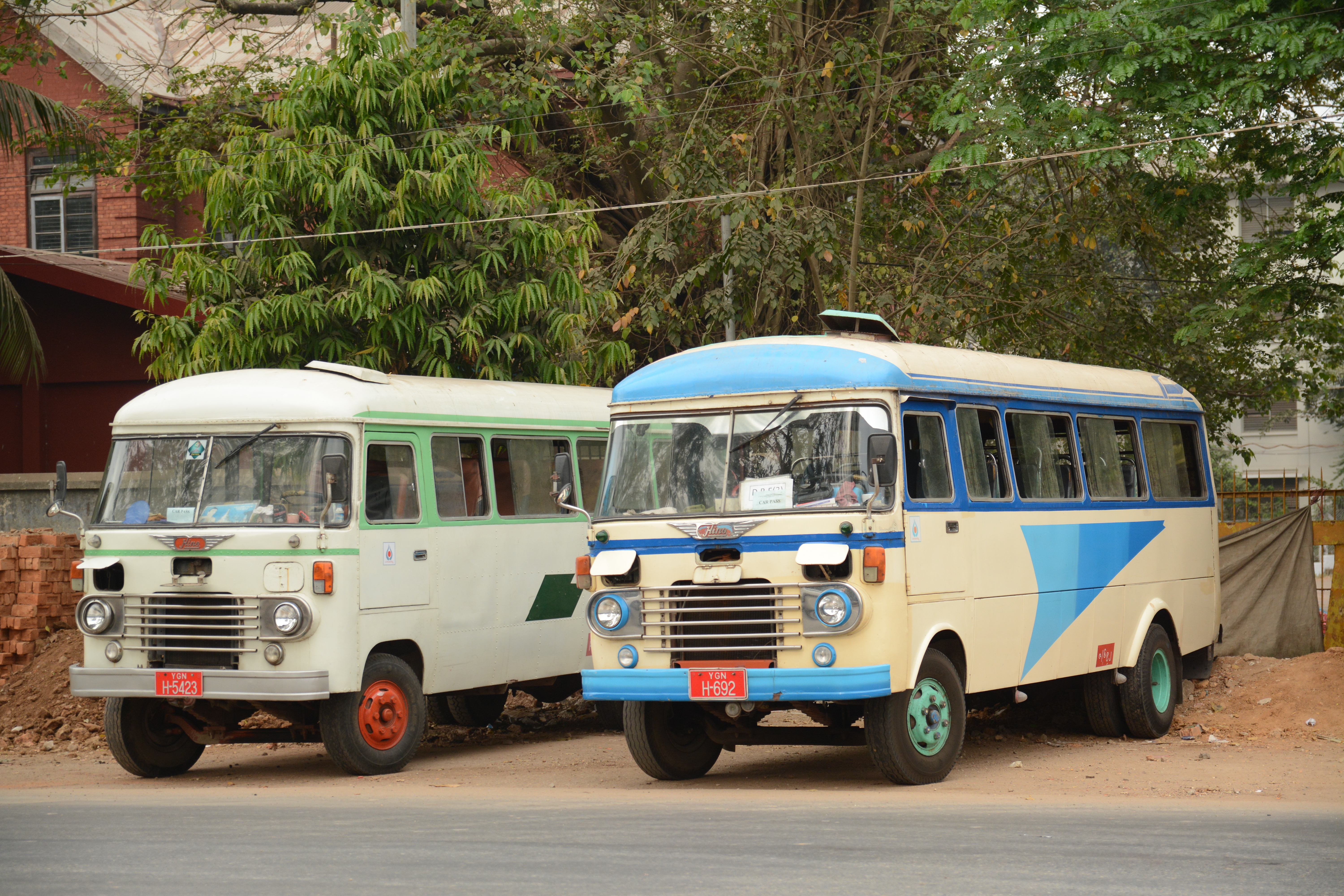
バス

かつては市内を走る路線バスの多くが日本の中古車で、神奈川中央交通・相模鉄道・東武バスなどが、車体の色をそのままに走っていた。その中でも多くを占める元・神奈中バスの車両は、「運賃前払い」「出入口」「神奈中運転士募集」などの表示がそのままになっている事が多い。なお、ミャンマーでは日本と違い右側通行となっているため、一部を除き右側にドアを取り付ける改造を受けている。
現在では韓国からの中古バスや中国製の新車のCNGノンステップバスが大量導入され、日本製の中古バスの導入は停止され、既存の日本製中古バスも淘汰が進んでいる。
JICAが作成した、2020年時点でのバス路線図が公開されている

### 長距離バス
ヤンゴン中央駅北側、ボジョー・アウンサン・スタジアム付近にバス会社のチケット売り場がある。
- アウンミンガラー・バスステーション (Aung Mingalar Highway Bus Station)
  - 北部方面（マンダレー、バガンなど）
- ダゴンエヤー・バスステーション (Dagon Aye Highway Bus Station)
  - 西部方面

### 自動車
タクシーや一般乗用車・商用車でも日本の中古車が多くを占めている。日本のタクシーからの廃車を活用して、塗装は日本交通・グリーンキャブ・都市交通・日の丸自動車・チェッカー無線などといったいわゆるそのままで走っている。セドリックやクラウンではLPG仕様からディーゼルエンジンへ換装の上活躍している。加えて、「初乗り710円」「深夜割増」「成田空港へのご用命は・・」「自動ドア」「東京ディズニーリゾート」などの表示が残されていることが多い。商用車バンでもタクシーを営業でき、AD、カローラバンなども、「○○商事」「XX工場1号車」「JR東日本」等の社名や「xx学習塾」「xx教習所」などを消さずにそのまま走っている。
以前は軍事国家だったことから輸入はタイ経由だったが、中古車の輸入に対して規制緩和が行われ直接ミャンマーに輸入されるようになった。
一般乗用車の数も日本の中古車が圧倒している。その他、ロールス・ロイス、メルセデス・ベンツ、フォルクスワーゲン、BMW、ローバー、ジープ、クライスラー、キャデラックといった欧米車も日本からの中古である。
民主化以降、自動車が急速に普及しヤンゴン市内では慢性的な渋滞が発生している。

#### シェゴンダイン高架橋
先述の渋滞対策としてミャンマー初となる高架橋の建設が開始された。「シェゴンダイン高架橋」という名のこの橋は全長420メートルで、ヤンゴン中心部のランドマークになると期待されていた。建設工事は日本のJFEエンジニアリングが2012年に受注したもので、現地スタッフと共同の工事により、2013年12月に完成し「渋滞を劇的に解消」したと成果を報告している。

### 鉄道

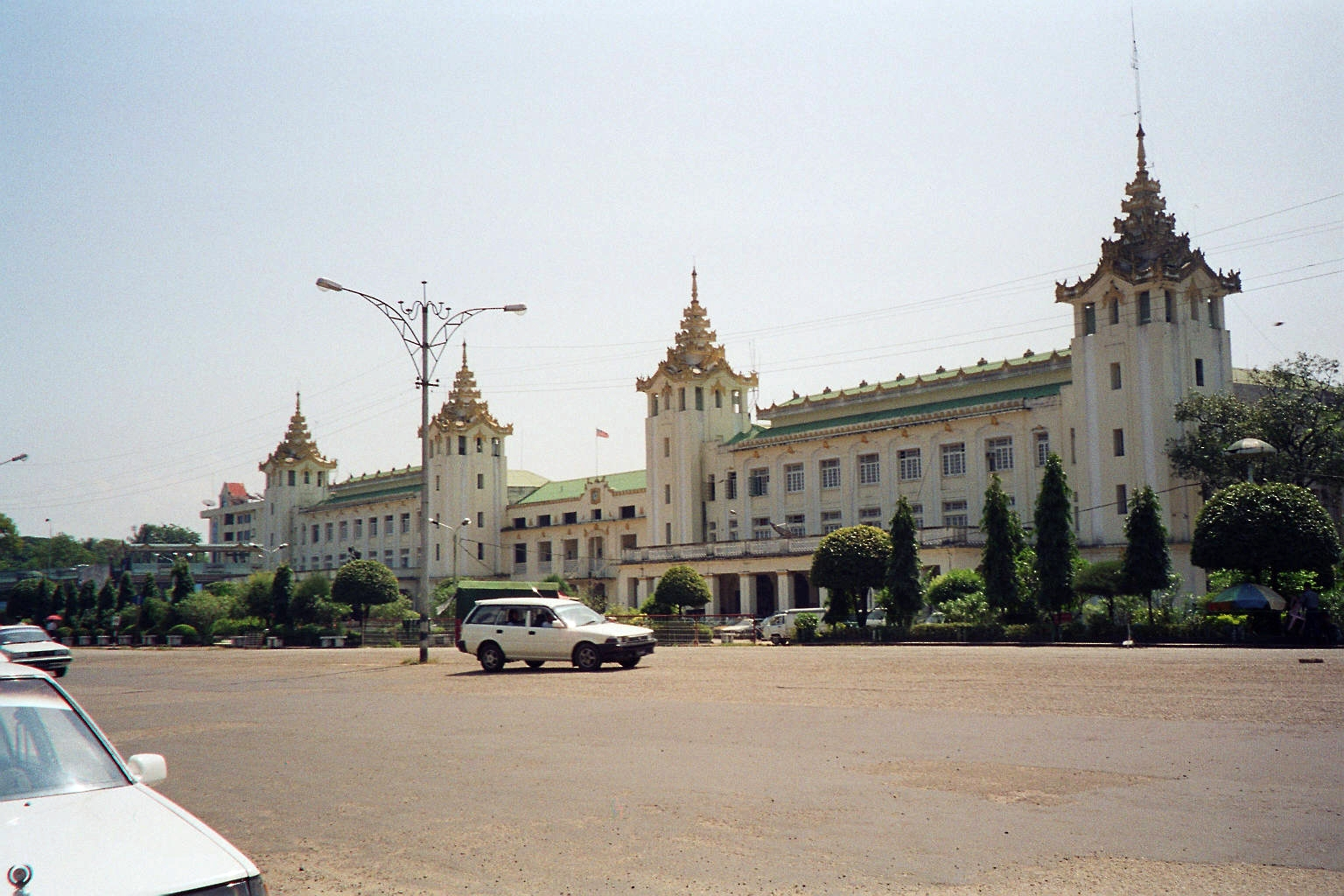
ヤンゴン中央駅

ヤンゴン中央駅はミャンマー鉄道のメインターミナルである。総延長5,403-キロメートル (3,357 mi)におよぶ鉄道網は上ビルマ地域（ネピドー、 マンダレー、 シーボー）、ビルマ高地（ミッチーナー）、 シャン高地（タウンヂー、ラーショー）、タニンダーリ沿岸地域（モーラミャイン、ダウェイ）を接続している。

### ヤンゴン環状線

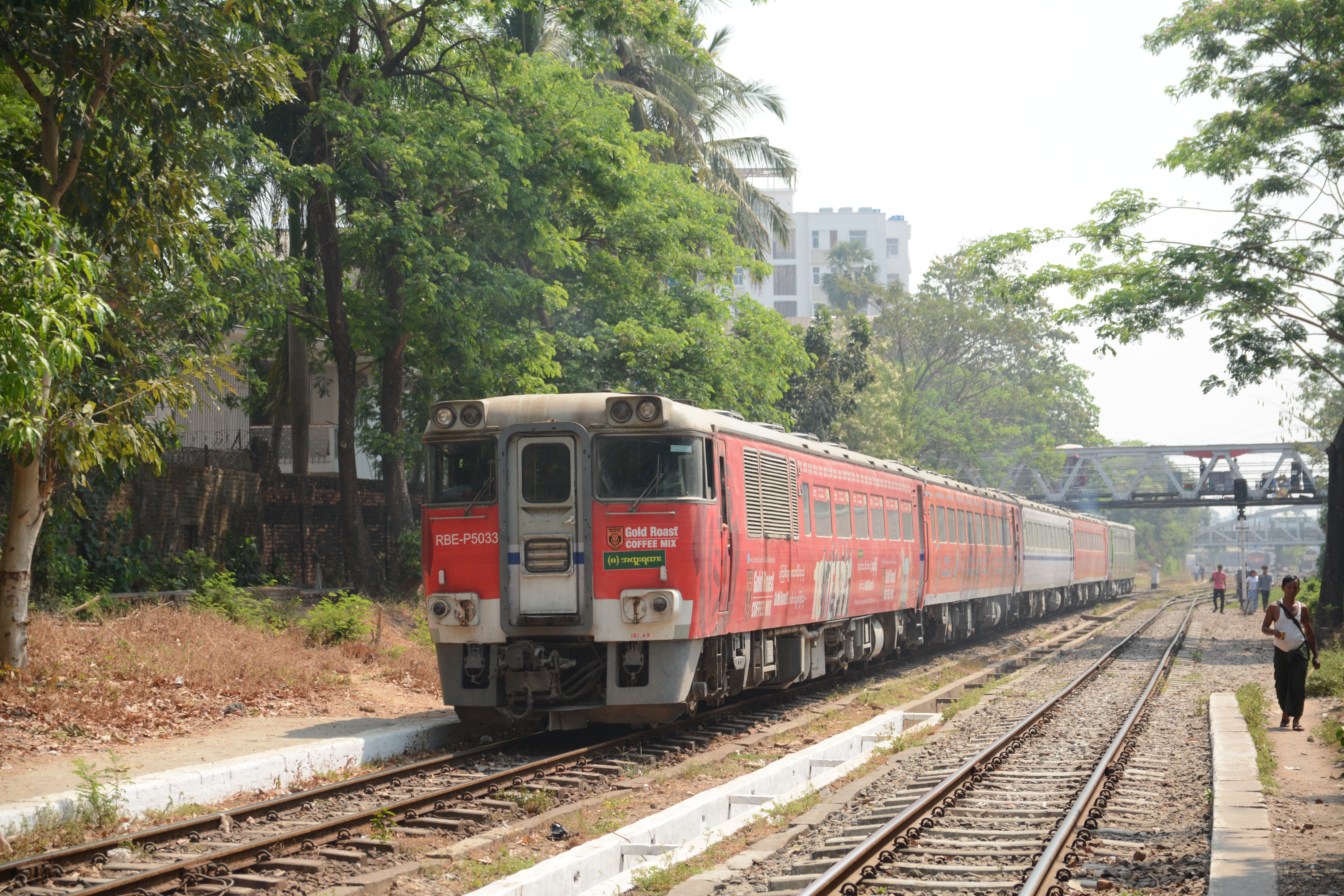
走っている列車
（元日本国鉄キハ181系気動車）

ヤンゴン環状線は総延長45.9-キロメートル (28.5 mi)、39駅のコミューター・レール網。ヤンゴンの衛星都市群を接続し、約3時間で一周する。この交通システムは多くの市民によって愛用されており、毎日約150,000枚の切符が販売されている。2007年政府がガソリン補助金の引き下げを行うと、ヤンゴン環状線の利用率は急激に高まった。
2014年8月16日からは、かつて久留里線で使用されていた国鉄キハ38形気動車が、ヤンゴン環状線で営業運転を開始している。ミャンマー国鉄では初となるエアコン＋自動扉装備車両として、2時間に一本程度のペースで運転されている。均一料金で、2019年4月現在、200チャット。

### 河川交通
ヤンゴンの4つのフェリー（渡し舟）は中心市街地の河岸にあり、主にダラ郡区からタンリン郡区までを渡している。エーヤワディーデルタ地域に向けた地方フェリーも発着している。1990年代にヤンゴンからエーヤワディ管区に抜ける道路が完成するまで、35kmのトゥワンテ運河の河運がヤンゴンからエーヤワディーデルタ地域に抜ける最短ルートだった。現在なおデルタ地帯へ向かう旅客フェリーは運用されている。一方で、上ビルマ地域へ向かうエーヤワディー川の航路のほとんどは現在旅行者用のリバークルーズのルートになった。

## 観光

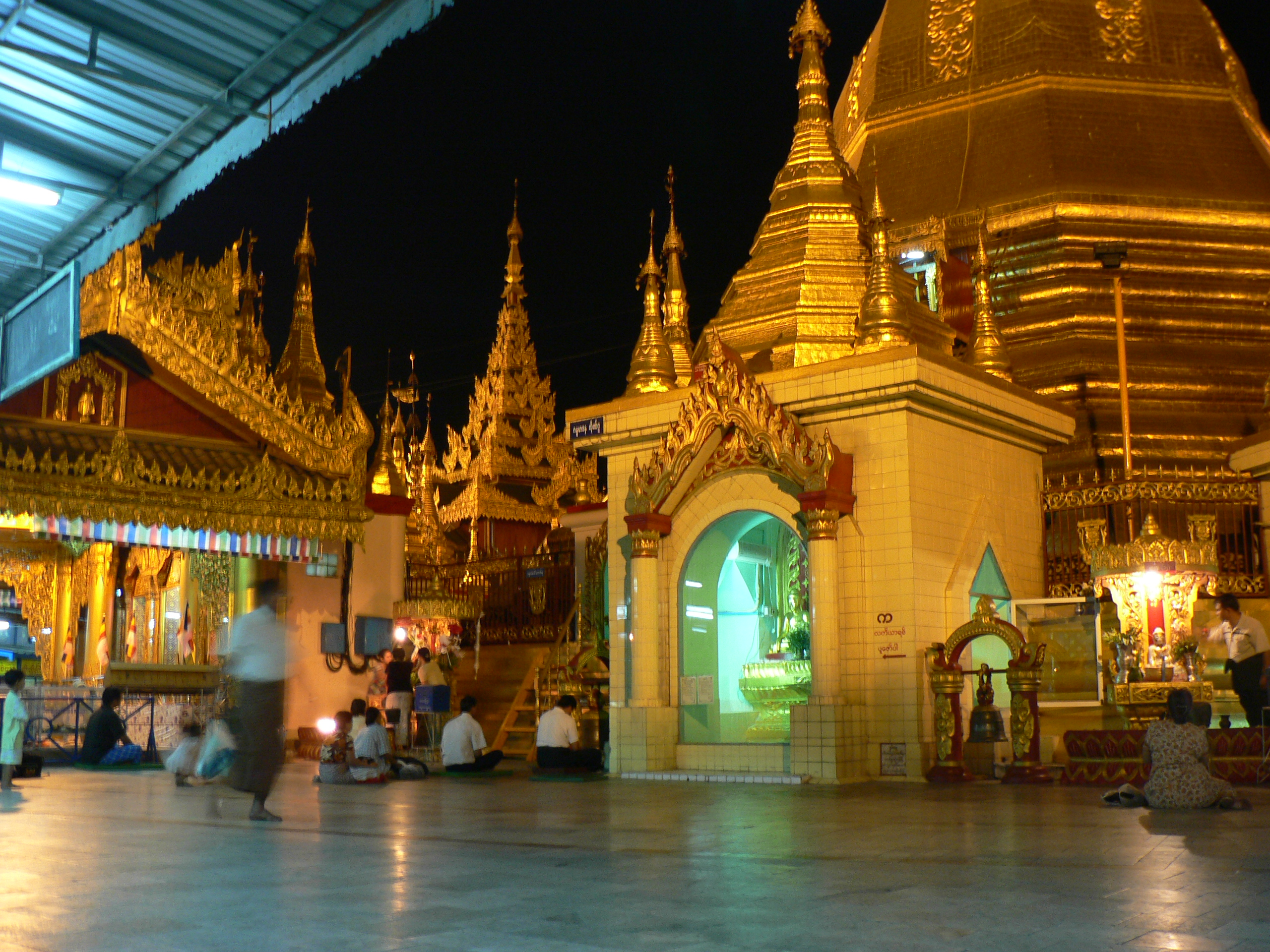
スレー・パゴダ

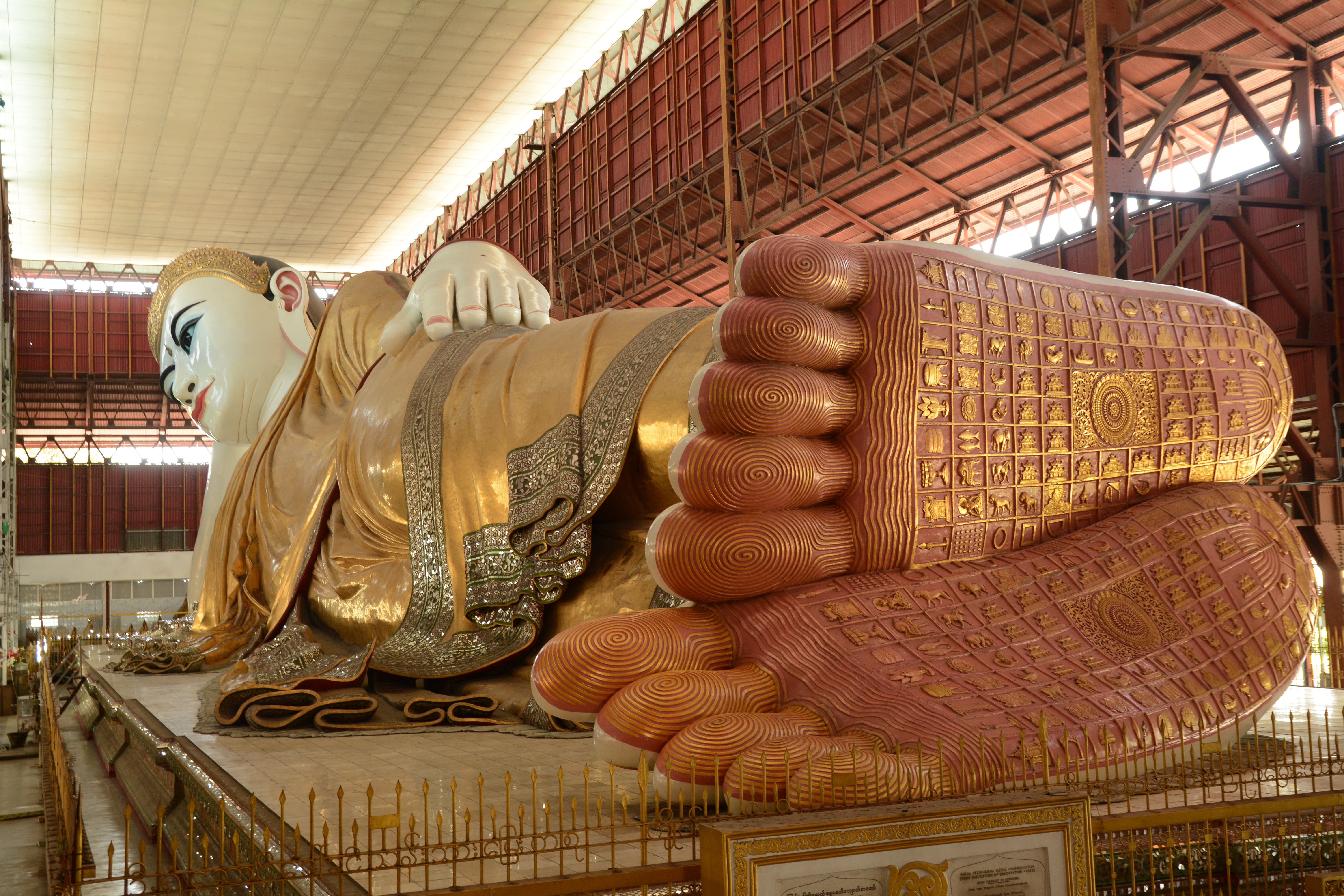
チャウッターヂー・パゴダ

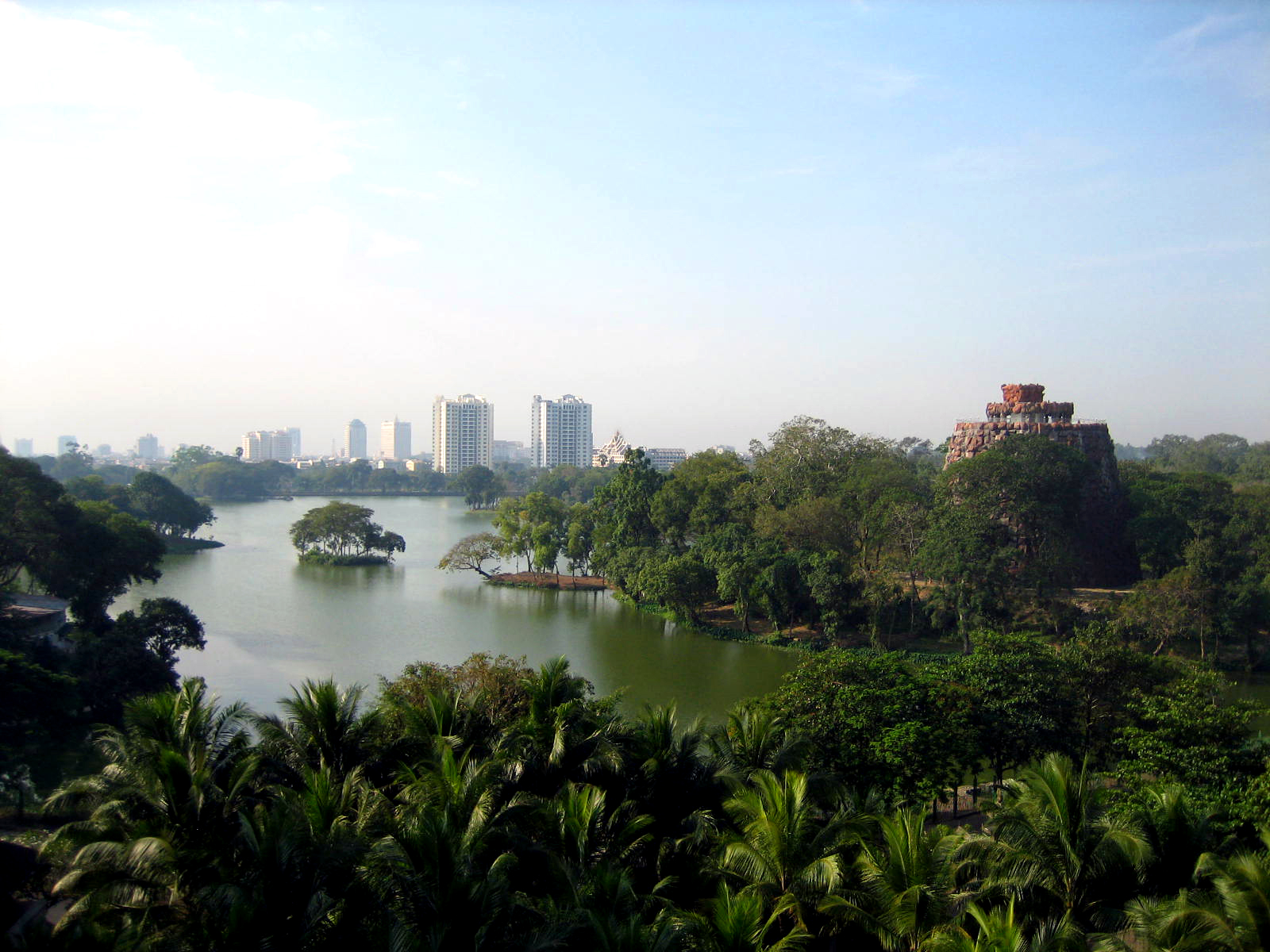
カンドーヂー湖

- 寺院
  - シュエダゴン・パゴダ
  - スレー・パゴダ
  - ボウダタウン・パゴダ
  - メーラムー・パゴダ
  - カバーエー・パゴダ
  - ナーガ洞窟パゴダ
  - チャウッターヂー・パゴダ
  - アーレンシンガー・パゴダ
- 博物館
  - 国立博物館
  - 宝石博物館
  - ボーヂョーアウンサン博物館
- その他
  - ボーヂョーアウンサン・マーケット
  - カンドーヂー湖（英語版）
  - インヤー湖
  - 日本人墓地

## 姉妹都市
- 揚州市（中華人民共和国）-- 1997年
- 昆明市（中華人民共和国）-- 2008年
- 南寧市（中華人民共和国）-- 2009年
- 釜山広域市（大韓民国）-- 2012年[24]
- 福岡市（日本）-- 2016年[25]